# 卡米地喜劇俱樂部

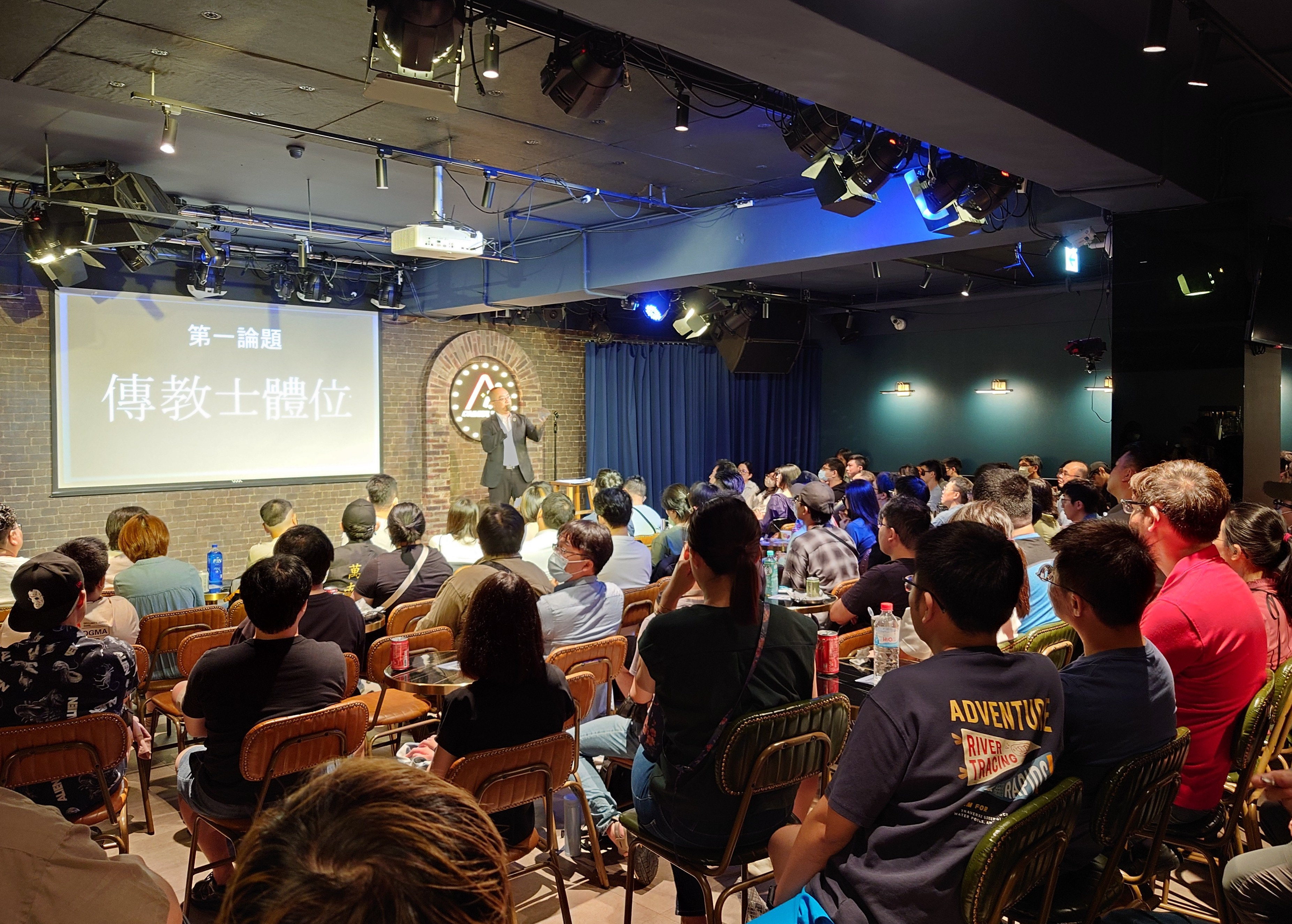
周偉航於卡米地喜劇俱樂部進行演出

卡米地喜劇俱樂部（英語：Live Comedy Club Taipei），位於中華民國臺北市中山區，創業於2007年5月，由劇場人張碩修（Social）主導在臺北市成立，是以喜劇、脫口秀（站立喜劇）、漫才、短劇作為主軸的展演場地與製作單位。

## 歷史
- 2007年5月，成立於大安區泰順街24號B1成立1號店，有系統的展開各類喜劇的展演和研發。並持續在台灣各地推行喜劇/脫口秀文化，每月固定於台北華山文創園區有中型演出，自從2007跨2008年開始，每年都會舉辦跨年脫口秀。[1]
- 2010年6月7日，設立卡米地育樂有限公司[2]。
- 2010年6月，搬遷至信義區忠孝東路四段553巷20號。
- 2011—2013年獲國家文化藝術基金會補助。[3]
- 2015年3月底，因房租飆漲[4][5]，而結束位於國父紀念館斜對面的據點，之後兩年於巡演同時不忘尋覓新據點。
- 2017年5月，於八德路二段325號3樓開設固定場地3號店「Comedy Base卡米地喜劇基地」，每週三固定演出歡樂星期三/Open Mic；每週五、六演出週末夜喜劇秀。
- 2017年11月11日，與「上班不要看」於華山的拱廳合辦了台灣第一屆「空氣性愛大賽」。10組選手（8男2女）賣力演出，在裁判群（我是老王、呱吉、張碩修Social、杜汶澤以及歐馬克）及現場觀眾票選（觀眾1人1票，評審1票等於觀眾3票）後，由佑子-「已婚男子性愛獨白」獲得冠軍。[6][7]
- 2022年8月5日，於復興北路480號1樓開設固定場地4號店「Comedy Plus 卡米地＋」，每週二固定演出百靈果週二夜、每週三固定演出「歡樂星期三/Open Mic」；每週四固定演出「週四即興大亂逗」；每週五固定演出「五夜場OpenMic」；每週五、六不定時推出「週末夜喜劇秀」。
- 2024年卡米地參加墨爾本喜劇節[8][9]。
- 2024年卡米地主辦台北喜劇節(Taipei International Comedy Festival)[10][11][12]。

## 週間常態性節目
|     | 活動名稱           | 備註                                                      |
| --- | ------------------ | --------------------------------------------------------- |
| Tue | 百靈果週二夜       | 由百靈果帶來的現場Live秀 每個月最後一周還會有實境約會節目 |
| Tue | 卡米地週二Open Mic |                                                           |
| Wed | 歡樂星期三         |                                                           |
| Thu | 週四即興大亂逗     | 2025.2 結束                                               |
| Fri | 五夜場Open Mic     | 辦在22:00的深夜場open mic                                 |

## 出身/曾在卡米地喜劇俱樂部表演的演員
- 吳承鳳，行腳節目主持人。
- 黃豪平，脫口秀演員，犀利客成員，曾主持金鐘獎，並擔任各節目遊戲關主。
- 曾博恩，前期使用名稱為「鋼鋼」，因《大奶微微》段子爆紅開始受到矚目，而後成立薩泰爾娛樂，嘗試在臺灣製作時事反諷喜劇類節目《博恩夜夜秀》，並開設喜劇酒吧「Two Three Comedy Club」提供中英文喜劇演員演出練習空間。
- 賀瓏，本名賀瓏，大一暑假就進入卡米地表演，早期表演以漫才為主，隸屬佐野先生雙人漫才團體，同時為《大學生了沒》固定班底，後期因單口喜劇表演出色，受曾博恩邀請加入團隊，成為薩泰爾娛樂的成員之一。
- 小歐，本名曹鈞偉，擅長口琴吹奏，過去與日京江羽人多次合作發行專輯。曾任卡米地副店長，為卡米地自創始時期以來11年資深員工，現為上班不要看特約演員，2020年開始致力於單口喜劇演出。
- 龍龍，本名林千玉，改名林千聿，為最年輕（24歲）舉行個人秀之單口喜劇演員。
- 黃逸豪，相聲演員，後跨足脫口秀。
- 微笑丹尼，本名楊德毓，犀利客成員， 「Two Three Comedy Club」老闆之一。
- 馬克吐司，本名李俊陞，站立幫成員，前薩泰爾員工。
- 大鵰博士，本名廖彥迪，站立幫成員。
- 六塊錢，本名李本善，好事派成員。北藝大劇場藝術創作研究所畢業，現職為劇場演員及導演。
- 屠潔，本名屠潔，好事派成員，《迷路旅行LostHolic》作者、現職為中英雙語主持人、廣播主持人、藝文劇場演員、同時也經營自媒體－以知性的說書單元與線上藝文導覽為主要經營方針的自媒體工作者，FB與Youtube頻道追蹤超過萬人。
- 大可愛，本名陳俞魁，站立幫成員。
- 老K，本名劉哲凱，前薩泰爾娛樂股份有限公司內部成員，後因炎上事件被留職停薪。
- 東區德，喜劇演員，站立幫成員，也教授即興劇與素描喜劇。曾赴中國發展，並與最大劇團「開心麻花」簽約。
- Comedy Girls（好好笑女孩），女子搞笑團體，涵冷娜及酸酸是初代之成員。
- 許乃涵，藝名涵冷娜，雙囍門成員，和酸酸組成涵酸少女，目前為知名演員，出演許多影視作品及MV，曾為好好笑女孩的成員。
- 吳映軒，藝名酸酸，雙囍門成員，曾為薩泰爾娛樂股份有限公司內部成員。
- 陳彥壯，壯壯，喜劇演員。
- 邱威傑，呱吉，以南宮博士做為藝名，上班不要看老闆，前台北市議員。
- Jim，本名程建評，前薩泰爾娛樂成員，以地獄梗出名。
- 凱莉，知名 podcast 百靈果主持人。
- 瑞恩，本名張瑞恩，前期使用「RayRay」做為藝名，目前為 Kimóo 情緒平衡軟糖共同創辦人之一。
- 佳諭，本名吳佳諭，自稱世新小昆凌。
- 怡岑，移動岑寶，現為薩泰爾娛樂成員之一。
- 華旭，本名戴華旭，演員、編劇。表演橫跨日台古今[13]、劇本曾獲得台北文學獎首獎[14]。與李憶銖成立草搞場[15]。

## 卡米地團體
| 成立年分 | 團體名稱               | 團體成員                                                                                 | 備註     |
| -------- | ---------------------- | ---------------------------------------------------------------------------------------- | -------- |
| 2010年   | 站立幫                 | 大鵰博士、東區德、Q毛、黃小胖、大可愛、馬克吐司                                          |          |
| 2011年   | 雙囍門                 | 酸酸、佑子、涵冷娜、阿君、城寶、小馬、龍哥、黃加葉、Yoyo民、阿NO                         |          |
| 2012年   | 犀利客                 | 平平（黃豪平）、歐俊、ㄆㄆ、洪阿花、好魏子、Dr. Orange、藍教授、小霖尊、林小瓜、微笑丹尼 |          |
| 2013年   | 好事派                 | 艾董、羅小新、小不點、六塊錢、兔子、阿克、女神（屠潔）、阿Q                              |          |
| 2017年   | Five Club              | 鋼鋼（博恩）、賀瓏、老K、幺幺、不知火、孟學                                              |          |
| 2017年   | Mic & Chair 麥克風椅子 | 老Ｋ、安迪、阿舜順、Hector、Gina、權樂、加恩                                             | 老Ｋ製作 |
| 2019年   | 尋笑堂                 | 班尼、歐K、九安、麥摳、黑黑、康普臉、泥鰍                                                |          |
| 2021年   | 傲笑連                 | Alvis、小蘇、醋咪、BeBe、翰雅、大川                                                      |          |

## 卡米地站立喜劇爭霸賽
| 年份   | 決賽演員                                                     | 前三名                 | 決賽評審                                   | 主持人   | 備註       |
| ------ | ------------------------------------------------------------ | ---------------------- | ------------------------------------------ | -------- | ---------- |
| 2016年 | 曾博恩、賀瓏、不知火、老K、雷殘、橘子、小狐、張顥            | 曾博恩、橘子、老K      | 張碩修、壯壯、陳彥達、馮光遠               | 大鵰博士 | 賀瓏第五名 |
| 2019年 | 瑞恩、傑克蔣侑澤、九安、醜禾、范綱群、Mayu                   | 瑞恩、傑克蔣侑澤、九安 | 張碩修、呱吉邱威傑、曾博恩(遲到未參與評審) | 黃豪平   |            |
| 2020年 | 歐k、麥摳、佳諭、阿舜順、巨陽尼、沛沛、招弟                  | 歐k、招弟、麥摳        | 張碩修、黃子佼、黃豪平、奎丁               | 艾董     |            |
| 2021年 | 品賢、阿檀叔叔、AG、LiLi講、李安、瑋德、康蒂、Alvis          | 品賢、AG、瑋德         | 張碩修、凱莉、黃豪平、杜汶澤               | 夏大寶   |            |
| 2022年 | 藍恩、華旭、品喬、紅拿、殘影狂龍、JH、阿海、陳俊太           | 藍恩、華旭、品喬       | 張碩修、凱莉、Jim程建評、鍾佳播            | 壯壯     |            |
| 2023年 | 梅森、阿太老師、阿育、Boss、GE、啊真、Birdy、醋咪、LiLi講    | GE、Boss、梅森         | 張碩修、壯壯、博恩、眼肉芽                 | 賀瓏     |            |
| 2024年 | 光頭哥 Evan、Jimmy Stone、致葦、鐵鋁、佳偉、醋咪、懿霽、阿包 | 醋咪、佳偉、阿包       | 張碩修、Jim、呱吉、劉宇珊                  | 瑞恩     |            |

## 其他團體
| 成立年分 | 團體名稱                    | 團體成員                                                                                | 備註               |
| -------- | --------------------------- | --------------------------------------------------------------------------------------- | ------------------ |
| 2018年   | 來福洞洞幺                  | 龍哥、小太陽、招弟、天殘、仁頡、麥考、獅獅                                              | 台中團體           |
| 2019年   | 笑爆麥                      | 微笑丹尼、賀瓏、阿秋、學仁、怡岑、幺幺、佳諭                                            | 微笑丹尼製作       |
| 2020年   | ㄙ個笑話                    | 巨陽尼、來福、阿檀叔叔、Allen（只參與第一檔）、不知火（第二檔加入）、品賢（第二檔加入） | 麥摳製作           |
| 2022年   | 正常水電公司                | 鐵鋁、阿包、阿育、旗魚、Tracy、阿綸                                                     | 台中團體           |
| 2022年   | DDAD （页面存档备份，存于） | 權樂、仁頡、阿舜順、六塊錢                                                              | 權樂已於2025.3過世 |
| 2023年   | 三流笑話                    | 藍恩、華旭、品喬                                                                        | 2022爭霸賽前三名   |

## 外部連結
- 官方网站
- 卡米地喜劇俱樂部的Facebook專頁
- 卡米地普拉斯的Facebook專頁
- 卡米地的Instagram帳戶
- YouTube上的卡米地喜劇俱樂部頻道
- 卡米地好事派 Wonder4party